# Stazione di Assisi
La stazione di Assisi è una stazione ferroviaria posta sulla linea Foligno - Terontola, a servizio della città di Assisi ed ubicata nella frazione di Santa Maria degli Angeli a 3 km dal centro storico.

## Storia
La stazione di Assisi fu costruita dalla Società Ferrovie Romane ed inaugurata il 21 luglio 1866. Il fabbricato viaggiatori fu interessato da interventi di miglioramento strutturale nei primi del Novecento e successivamente nel 1926 furono fatti altri lavori di ampliamento ed abbellimento tra i quali la costruzione della cosiddetta “Saletta Reale” per l’accoglienza dei membri della famiglia reale. La stazione subì gravi danni a seguito del terremoto del 1997 e fu quindi ristrutturata e consolidata negli anni successivi.

## Struttura ed impianti
La stazione è gestita da Rete Ferroviaria Italiana.
Il fabbricato viaggiatori si sviluppa su due livelli di cui solo il piano terra è fruibile da parte dei viaggiatori mentre il primo piano ospita alcuni uffici di Trenitalia.
Accanto al fabbricato viaggiatori si presenta un altro fabbricato ad un solo piano anch'esso adibito a uffici.
Dall'altra parte del fabbricato viaggiatori (dove prima risiedeva lo scalo merci) ci sono altri piccoli fabbricati, ad un solo piano, che ospitano gli uffici tecnici di RFI.
Il piazzale si compone di tre binari: solo il binario 1 è di corsa (la linea in cui si trova la stazione è a binario unico) gli altri due binari vengono usati per le precedenze fra i treni. Tutti i binari sono serviti da banchina e collegati fra loro da un sottopassaggio. L'originario scalo merci risulta smantellato.

## Servizi

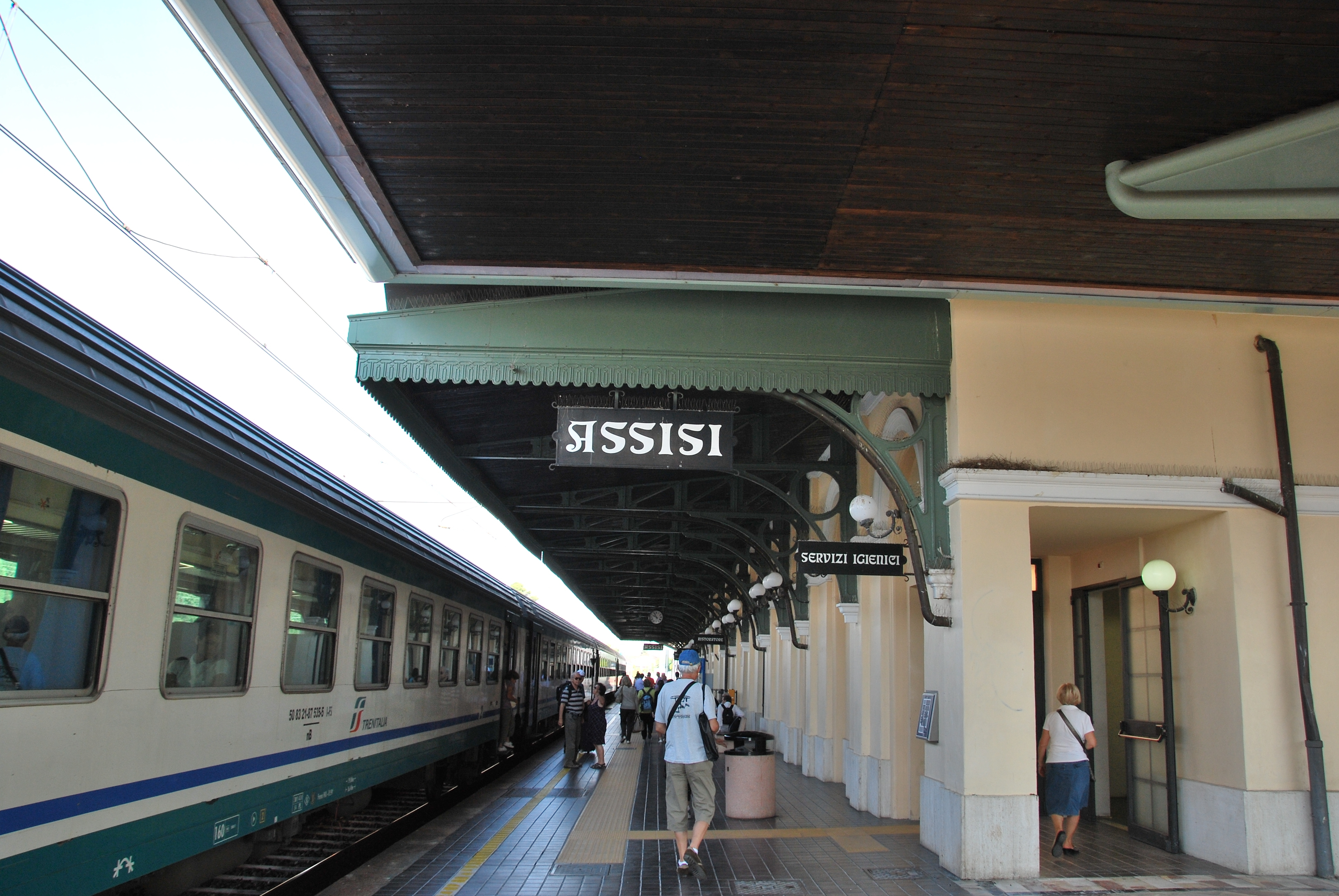
L'interno della stazione

La stazione, che RFI classifica nella categoria "Gold", dispone di:
- Biglietteria a sportello
- Biglietteria automatica
- Sala d'attesa
- Servizi igienici
- Bar

## Movimento

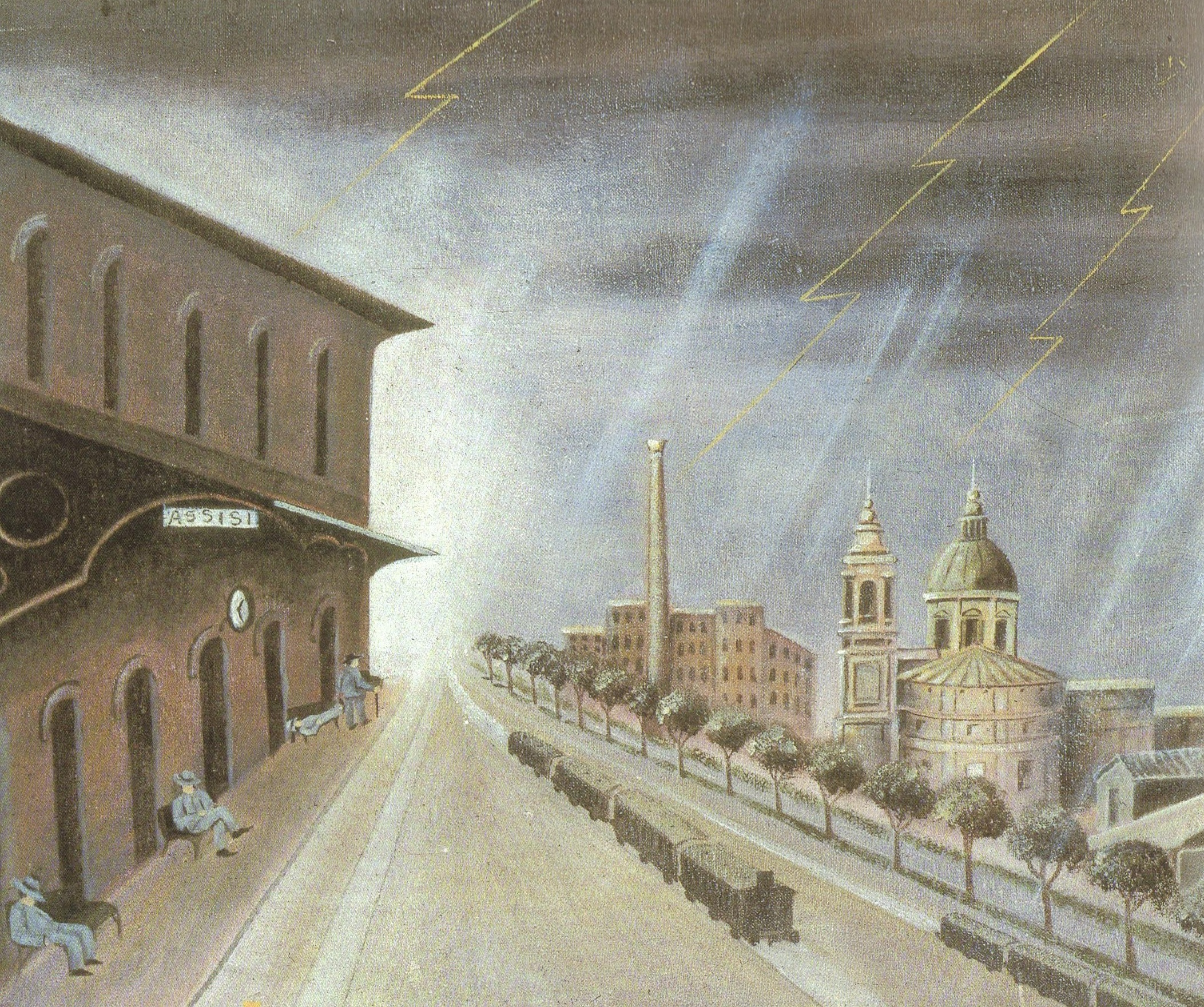
Orneore Metelli, Temporale alla stazione di Assisi (1938)

La stazione ha un flusso annuo di circa 800.000 passeggeri ed è servita da treni regionali svolti da Trenitalia nell'ambito del contratto di servizio stipulato con la Regione Umbria.